# 1 E10 m²
Za lažje predstavljanje različnih velikosti površin je tu seznam površin med 10.000 in 100.000 km². Glejte tudi področja drugih redov velikosti.
- površine, manjše od 10 tisoč km²
- 10.000 km² je enako:
  - 1.000.000 hektarov
  - približno 3863 kvadratnih milj
  - kvadratu s stranico 100 km
  - krogu s polmerom 56 km.
- 10.452 km² -- Libanon (160. država na svetu po površini)
- 10.991 km² -- Jamajka
- 13.812 km² -- Črna gora
- 14.139 km² -- Severna Irska
- 14.371 km² -- Connecticut, zvezna država v ZDA
- 15.007 km² -- Vzhodni Timor
- 15.690 km² -- jezero Vostok
- 17.000 km² -- Havaji
- 18.000 km² -- porečje reke Aar
- 18.000 km² -- Jezero Ladoga
- 18.130 km² -- Depresija Qattara
- 19.000 km² -- San Francisco Bay Area (devet okrožij)
- 19.009 km² -- Ontarijsko jezero
- 20.000 km² -- Wales
- 20.253 km² -- Slovenija
- 21.000 km² -- Izrael (skupaj z Zahodnim bregom in Gazo)
- 22.608 km² -- New Jersey
- 24.000 km² -- Palestina v času kralja Salomona
- 24.856 km² -- Republika Makedonija (kopno)
- 25.000 km² -- Vermont
- 25.333 km² -- Republika Makedonija
- 25.665 km² -- Eriejsko jezero
- ~26.000 km² -- površina v letu 2004 uničenega brazilskega deževnega gozda
- 28.748 km² -- Albanija
- 29.800 km² -- Armenija
- 30.230 km² -- Belgija (kopno)
- 30.486 km² -- Florida, zvezna država v ZDA (vodna površina)
- 30.510 km² -- Belgija
- 31.560 km² -- ozemeljske vode Finske
- 33.200 km² -- ozemeljske vode Hrvaške
- 33.371 km² -- Moldavija (kopno)
- 33.843 km² -- Moldavija
- 33.889 km² -- Nizozemska (kopno)
- 34.000 km² -- Kraljestvo Izrael (928-722 pr. n. št.)
- 35.640 km² -- Kjušu, najjužnejši veliki japonski otok
- 37.555 km² -- Azovsko morje
- 39.000 km² -- ozemeljske zahteve ljudstva Tli Čo v kanadskih Severozahodnih teritorijih
- 39.770 km² -- Švica (kopno)
- 41.290 km² -- Švica
- 41.532 km² -- Nizozemska
- 42.394 km² -- Danska (kopno)
- 43.094 km² -- Danska
- 45.226 km² -- Estonija
- 48.845 km² -- Slovaška
- 51.129 km² -- Bosna in Hercegovina
- 53.338 km² -- Nova Škotska (kopno)
- 53.400 km² -- Wrangell - St Elias National Park and Preserve
- 55.284 km² -- Nova Škotska
- 56.610 km² -- Hrvaška (kopno)
- 57.750 km² -- Michigansko jezero
- 59.600 km² -- Huronsko jezero
- 64.589 km² -- Latvija
- 65.200 km² -- Litva
- 68.401 km² -- Tasmanija (kopno)
- 69.000 km² -- Viktorijino jezero
- 69.700 km² -- Gruzija
- 70.282 km² -- Republika Irska
- 76.480 km² -- otok Hispaniola
- 78.782 km² -- Škotska
- 82.000 km² -- Gornje jezero
- 82.738 km² -- Avstrija (kopno)
- 83.858 km² -- Avstrija
- 84.421 km² -- otok Irska
- 86.600 km² -- Azerbajdžan
- 88.361 km² -- Srbija
- 91.951 km² -- Portugalska (kopno)
- 92.340 km² -- Madžarska (kopno)
- 92.391 km² -- Portugalska
- 93.000 km² -- Indiana
- 93.030 km² -- Madžarska
- 98.480 km² -- Južna Koreja (107. država na svetu po površini)
- površine, večje od 100 tisoč km²